# 4675 Ohboke
4675 Ohboke este un asteroid din centura principală, descoperit pe 19 septembrie 1990 de Tsutomu Seki.